# Konkatedra Najświętszego Serca Jezusowego w Bitoli
Konkatedra Najświętszego Serca Jezusowego w Bitoli (mac. Катедрала Пресвето срце Исусово во Битола, Katedrała Presweto Srce Isusowo wo Bitoła) – rzymskokatolicka konkatedra diecezji Skopje znajdująca się w Bitoli, w Macedonii Północnej. Mieści się przy ulicy Szirok Sokak.

## Historia
Francuscy lazaryści odegrali najważniejszą rolę w tworzeniu pierwszej katolickiej parafii w Bitoli w 1856 roku. Założycielem parafii był ojciec Zan - Zosef Lepavek. W 1857 roku, od Valiji Redzepa Pashy z Bitoli, kupił hotel Locanda o łącznej powierzchni 12.000 m². Ten hotel położony był na Sirok Sokak, i został wybudowany na potrzeby armii tureckiej. W facjacie, ojciec Lepavek urządził małą kaplicę, gdzie na Wielkanoc 1857 roku, odprawił pierwszą świętą liturgię, a kaplica poświęcona była Najświętszemu Serca Jezusa. Katolicka misja otrzymała wielką pomoc od francuskiego konsulatu, które pomogły tej misji w pracy na różne sposoby. Na Sirok Sokak został zbudowany nowy kościół katolicki. Kościół ten wybudowany w neobarokowym stylu w 1900 roku spłonął w pożarze. W 1909 roku na tym samym miejscu obecny kościół katolicki został wybudowany w neogotyckim francuskim stylu. Wnętrze kościoła składa się z trzech ołtarzy, licznych obrazów i rzeźb różnej wielkości, chrzcielnic jak też ławek dla wiernych. Najbardziej dominującym pomnikiem jest pomnik Najświętszego Serca Jezusa, umieszczony w środku ołtarza głównego. Dzwonnica kościelna została zbudowana w latach 1938–1940, i jest darem od słoweńskich wiernych.